# Medal za Dobre Zachowanie
Medal za Dobre Zachowanie (ang. Good Conduct Medal) – jeden z najstarszych medali Sił Zbrojnych Stanów Zjednoczonych. Wariant medalu dla Marynarki Wojennej USA został ustanowiony w 1869 roku, wersja Korpusu Piechoty Morskiej w 1896 roku, wersja dla Straży Przybrzeżnej w 1923 roku, wariant Armii w 1941 roku, a wersja Sił Powietrznych w 1963 roku.
Kryteria przyznania medalu są określone w zarządzeniach 8809 z 28 czerwca 1941 roku, 9323 z 31 marca 1943 roku i 10444 z 10 kwietnia 1953 roku. Medal za Dobre Zachowanie, w wersji odpowiedniej dla jednego z sześciu rodzajów amerykańskich sił zbrojnych, jest obecnie przyznawany każdemu aktywnemu członkowi personelu wojskowego, który kończy trzeci rok „honorowej i wiernej służby” (ang. honorable and faithful service) w czasie pokoju lub jeden rok w czasie wojny. Tak opisana zasługa oznacza, że standardowa służba została zakończona bez żadnych przestępstwa wojennego ściganego sądownie, sankcji pozasądowych, ani wykroczeń dyscyplinarnych. Jeżeli członek personelu wojskowego popełnia przestępstwo, trzyletni okres „resetuje się”, a żołnierz musi przebyć kolejne trzy lata służby bez wykroczeń, zanim będzie mógł być przedstawiony do odznaczenia Medalem za Dobre Zachowanie. Medal może być również przyznany pośmiertnie każdemu członkowi personelu wojskowego, który zginął lub zmarł na służbie.
| Medal za Dobre Zachowanie |                                |                         |                            |                             |                             |
|                           |                                |                         |                            |                             |                             |
|                           |                                |                         |                            |                             |                             |
| Sił Lądowych Army         | Piechoty Morskiej Marine Corps | Marynarki Wojennej Navy | Sił Powietrznych Air Force | Straży Wybrzeża Coast Guard | Sił Kosmicznych Space Force |